# Division Nationale w piłce siatkowej mężczyzn (2009/2010)
Division Nationale siatkarzy (2009/2010) – 51. sezon walki o mistrzostwo Luksemburgu organizowany przez Luksemburski Związek Piłki Siatkowej. Rozpoczął się 27 września 2009 roku i trwał do wiosny 2010 roku.
W fazie zasadniczej 8 zespołów rozegrało mecze system każdy z każdym, mecz i rewanż.
W sezonie 2009/2010 żaden luksemburski klub nie startował w europejskich pucharach.

## Drużyny uczestniczące
| \| Drużyna \| Miejsce w sezonie 2008/2009 \| Miasto \| Uwagi \| \| ----------------- \| --------------------------- \| ---------------- \| ----- \| \| Volley 80 Pétange \| \| Pétange \| \| \| VC Fentange \| \| Fentange \| \| \| VC Strassen \| \| Strassen \| \| \| VC Lorentzweiler \| \| Lorentzweiler \| \| \| Escher VBC \| \| Esch-sur-Alzette \| \| \| CHEV Diekirch \| \| Diekirch \| \| \| RSR Walfer \| \| Walferdange \| \| \| Volley Bartréng \| \| Bertrange \| \| | PétangeFentangeStrassenLorentzweilerEscherDiekirchWalferBartréng Położenie na mapie Luksemburga |                  |       |
| Drużyna | Miejsce w sezonie 2008/2009                                                                     | Miasto           | Uwagi |
| Volley 80 Pétange | złoto                                                                                           | Pétange          |       |
| VC Fentange | srebro                                                                                          | Fentange         |       |
| VC Strassen | brąz                                                                                            | Strassen         |       |
| VC Lorentzweiler |                                                                                                 | Lorentzweiler    |       |
| Escher VBC |                                                                                                 | Esch-sur-Alzette |       |
| CHEV Diekirch |                                                                                                 | Diekirch         |       |
| RSR Walfer |                                                                                                 | Walferdange      |       |
| Volley Bartréng |                                                                                                 | Bertrange        |       |

## Faza zasadnicza

### Tabela wyników
|                   | Pétange | Fentange | Strassen | Lorentz-weiler | Escher | Diekirch | Walfer | Bartréng |
| ----------------- | ------- | -------- | -------- | -------------- | ------ | -------- | ------ | -------- |
| Volley 80 Pétange | –       | 3:1      | 2:3      | 3:2            | 3:1    | 2:3      | 3:2    | 2:3      |
| VC Fentange       | 3:1     | –        | 3:2      | 3:0            | 3:0    | 3:0      | 3:0    | 3:0      |
| VC Strassen       | 3:1     | 3:1      | –        | 3:0            | 3:0    | 3:2      | 3:0    | 3:0      |
| VC Lorentzweiler  | 1:3     | 0:3      | 0:3      | –              | 0:3    | 0:3      | 3:0    | 1:3      |
| Escher VBC        | 0:3     | 0:3      | 0:3      | 3:0            | –      | 2:3      | 3:0    | 3:1      |
| CHEV Diekirch     | 1:3     | 0:3      | 0:3      | 3:0            | 1:3    | –        | 1:3    | 3:1      |
| RSR Walfer        | 0:3     | 0:3      | 0:3      | 2:3            | 3:0    | 0:3      | –      | 1:3      |
| Volley Bartréng   | 2:3     | 1:3      | 0:3      | 2:3            | 3:1    | 0:3      | 3:0    | –        |

| Drużyna gospodarzy wymieniona jest po lewej stronie tabeli. zwycięstwo gospodarzy zwycięstwo gości |

### Tabela fazy zasadniczej
| Poz.                                                | Klub              | Punkty | Mecze         | Mecze   | Mecze     | Rodzaj wyniku | Rodzaj wyniku | Rodzaj wyniku | Rodzaj wyniku | Rodzaj wyniku | Rodzaj wyniku | Sety         | Sety    | Sety      | Sety  | Małe punkty | Małe punkty | Małe punkty |
| Poz.                                                | Klub              | Punkty | liczba meczów | wygrane | przegrane | 3:0           | 3:1           | 3:2           | 2:3           | 1:3           | 0:3           | liczba setów | wygrane | przegrane | ratio | zdobyte     | stracone    | ratio       |
| --------------------------------------------------- | ----------------- | ------ | ------------- | ------- | --------- | ------------- | ------------- | ------------- | ------------- | ------------- | ------------- | ------------ | ------- | --------- | ----- | ----------- | ----------- | ----------- |
| 1                                                   | VC Strassen       | 27     | 14            | 13      | 1         | 9             | 2             | 2             | 1             | 0             | 0             | 50           | 41      | 9         | 4,56  | 1160        | 966         | 1,20        |
| 2                                                   | VC Fentange       | 26     | 14            | 12      | 2         | 9             | 2             | 1             | 0             | 2             | 0             | 48           | 38      | 10        | 3,80  | 1159        | 890         | 1,30        |
| 3                                                   | Volley 80 Pétange | 23     | 14            | 9       | 5         | 2             | 4             | 3             | 3             | 2             | 0             | 60           | 35      | 25        | 1,40  | 1330        | 1252        | 1,06        |
| 4                                                   | CHEV Diekirch     | 21     | 14            | 7       | 7         | 4             | 1             | 2             | 1             | 3             | 3             | 52           | 26      | 26        | 1,00  | 1139        | 1131        | 1,01        |
| 5                                                   | Volley Bartréng   | 19     | 14            | 5       | 9         | 1             | 3             | 1             | 2             | 3             | 4             | 54           | 22      | 32        | 0,69  | 1133        | 1243        | 0,91        |
| 6                                                   | Escher VBC        | 19     | 14            | 5       | 9         | 3             | 2             | 0             | 1             | 2             | 6             | 48           | 19      | 29        | 0,66  | 1012        | 1071        | 0,94        |
| 7                                                   | VC Lorentzweiler  | 17     | 14            | 3       | 11        | 1             | 0             | 2             | 1             | 2             | 8             | 50           | 13      | 37        | 0,35  | 951         | 1167        | 0,81        |
| 8                                                   | RSR Walfer        | 16     | 14            | 2       | 12        | 1             | 1             | 0             | 2             | 1             | 9             | 48           | 11      | 37        | 0,30  | 961         | 1125        | 0,85        |
| Punktacja: zwycięstwo – 2 punkty, porażka – 1 punkt |                   |        |               |         |           |               |               |               |               |               |               |              |         |           |       |             |             |             |

## Faza play-off

### Półfinały
(do dwóch zwycięstw)
| 20.03.2010 | VC Strassen | 3:0 (25:18, 25:22, 25:22) | CHEV Diekirch |

| 27.03.2010 | CHEV Diekirch | 2:3 (25:18, 15:25, 9:25, 25:21, 12:15) | VC Strassen |

| 21.03.2010 | VC Fentange | 0:3 (10:25, 12:25, 18:25) | Volley 80 Pétange |

| 27.03.2010 | Volley 80 Pétange | 2:3 (18:25, 25:23, 22:25, 25:23, 13:15) | VC Fentange |

| 28.03.2010 | VC Fentange | 1:3 (25:18, 14:25, 23:25, 22:25) | Volley 80 Pétange |

### Mecz o 3. miejsce
(do dwóch zwycięstw)
| 17.04.2010 | VC Fentange | 3:2 (22:25, 25:22, 23:25, 25:20, 15:13) | CHEV Diekirch |

| 24.04.2010 | CHEV Diekirch | 1:3 (25:13, 19:25, 14:25, 19:25) | VC Fentange |

### Finał
| 17.04.2010 | VC Strassen | 3:0 (25:22, 25:18, 25:19) | Volley 80 Pétange |

| 24.04.2010 | Volley 80 Pétange | 0:3 (19:25, 28:30, 20:25) | VC Strassen |

## Faza play-down

### Tabela wyników
|                  | Bartréng | Escher | Lorentz-weiler | Walfer |
| ---------------- | -------- | ------ | -------------- | ------ |
| Volley Bartréng  | –        | 0:3    | 3:0            | 0:3    |
| Escher VBC       | 1:3      | –      | 1:3            | 2:3    |
| VC Lorentzweiler | 3:2      | 3:2    | –              | 0:3    |
| RSR Walfer       | 0:3      | 3:0    | 2:3            | –      |

| Drużyna gospodarzy wymieniona jest po lewej stronie tabeli. zwycięstwo gospodarzy zwycięstwo gości |

### Wyniki spotkań
|  |  | 1. KOLEJKA |  |
|  |  | ---------- |  |

| 20.03.2010 | RSR Walfer | 3:0 (25:13, 25:18, 25:21) | Escher VBC |

| 21.03.2010 | VC Lorentzweiler | 3:2 (27:25, 22:25, 25:18, 27:29, 15:11) | Volley Bartréng |

|  |  | 2. KOLEJKA |  |
|  |  | ---------- |  |

| 26.03.2010 | Volley Bartréng | 0:3 (18:25, 19:25, 17:25) | RSR Walfer |

| 26.03.2010 | Escher VBC | 1:3 (19:25, 25:23, 24:26, 18:25) | VC Lorentzweiler |

|  |  | 3. KOLEJKA |  |
|  |  | ---------- |  |

| 13.03.2010 | VC Lorentzweiler | 0:3 (25:27, 18:25, 21:25) | RSR Walfer |

| 28.03.2010 | Volley Bartréng | 0:3 (25:16, 25:20, 25:21) | Escher VBC |

|  |  | 4. KOLEJKA |  |
|  |  | ---------- |  |

| 17.04.2010 | RSR Walfer | 0:3 (20:25, 19:25, 16:25) | Volley Bartréng |

| 18.04.2010 | VC Lorentzweiler | 3:2 (29:31, 25:20, 26:28, 25:21, 15:7) | Escher VBC |

|  |  | 5. KOLEJKA |  |
|  |  | ---------- |  |

| 23.04.2010 | Volley Bartréng | 3:0 (25:17, 25:19, 27:25) | VC Lorentzweiler |

| 23.04.2010 | Escher VBC | 2:3 (21:25,25:17, 25:12, 19:25, 8:15) | RSR Walfer |

|  |  | 6. KOLEJKA |  |
|  |  | ---------- |  |

| 25.04.2010 | Escher VBC | 1:3 (25:19, 12:25, 13:25, 15:25) | Volley Bartréng |

| 25.04.2010 | RSR Walfer | 2:3 (22:25, 25:22, 17:25, 25:22, 12:15) | VC Lorentzweiler |

### Tabela fazy play-down
| Poz.                                                | Klub             | Punkty | Mecze         | Mecze   | Mecze     | Rodzaj wyniku | Rodzaj wyniku | Rodzaj wyniku | Rodzaj wyniku | Rodzaj wyniku | Rodzaj wyniku | Sety         | Sety    | Sety      | Sety  | Małe punkty | Małe punkty | Małe punkty |
| Poz.                                                | Klub             | Punkty | liczba meczów | wygrane | przegrane | 3:0           | 3:1           | 3:2           | 2:3           | 1:3           | 0:3           | liczba setów | wygrane | przegrane | ratio | zdobyte     | stracone    | ratio       |
| --------------------------------------------------- | ---------------- | ------ | ------------- | ------- | --------- | ------------- | ------------- | ------------- | ------------- | ------------- | ------------- | ------------ | ------- | --------- | ----- | ----------- | ----------- | ----------- |
| 1                                                   | Volley Bartréng  | 28     | 20            | 8       | 12        | 3             | 4             | 1             | 3             | 3             | 6             | 75           | 33      | 42        | 0,79  | 1579        | 1690        | 0,93        |
| 2                                                   | VC Lorentzweiler | 27     | 20            | 7       | 13        | 1             | 1             | 5             | 1             | 2             | 10            | 75           | 25      | 50        | 0,50  | 1520        | 1723        | 0,88        |
| 3                                                   | Escher VBC       | 26     | 20            | 6       | 14        | 4             | 2             | 0             | 3             | 4             | 7             | 72           | 28      | 44        | 0,64  | 1495        | 1610        | 0,93        |
| 4                                                   | RSR Walfer       | 26     | 20            | 6       | 14        | 4             | 1             | 1             | 3             | 1             | 10            | 70           | 25      | 45        | 0,56  | 1438        | 1558        | 0,92        |
| Punktacja: zwycięstwo – 2 punkty, porażka – 1 punkt |                  |        |               |         |           |               |               |               |               |               |               |              |         |           |       |             |             |             |

## Klasyfikacja końcowa
| Miejsce | Zespół            | Uwagi            |
| ------- | ----------------- | ---------------- |
| złoto   | VC Strassen       | Puchar Challenge |
| 2.      | Volley 80 Pétange |                  |
| 3.      | VC Fentange       |                  |
| 4.      | CHEV Diekirch     |                  |
| 5.      | Volley Bartréng   |                  |
| 6.      | VC Lorentzweiler  |                  |
| 7.      | Escher VBC        |                  |
| 8.      | RSR Walfer        |                  |